# 黄金大米

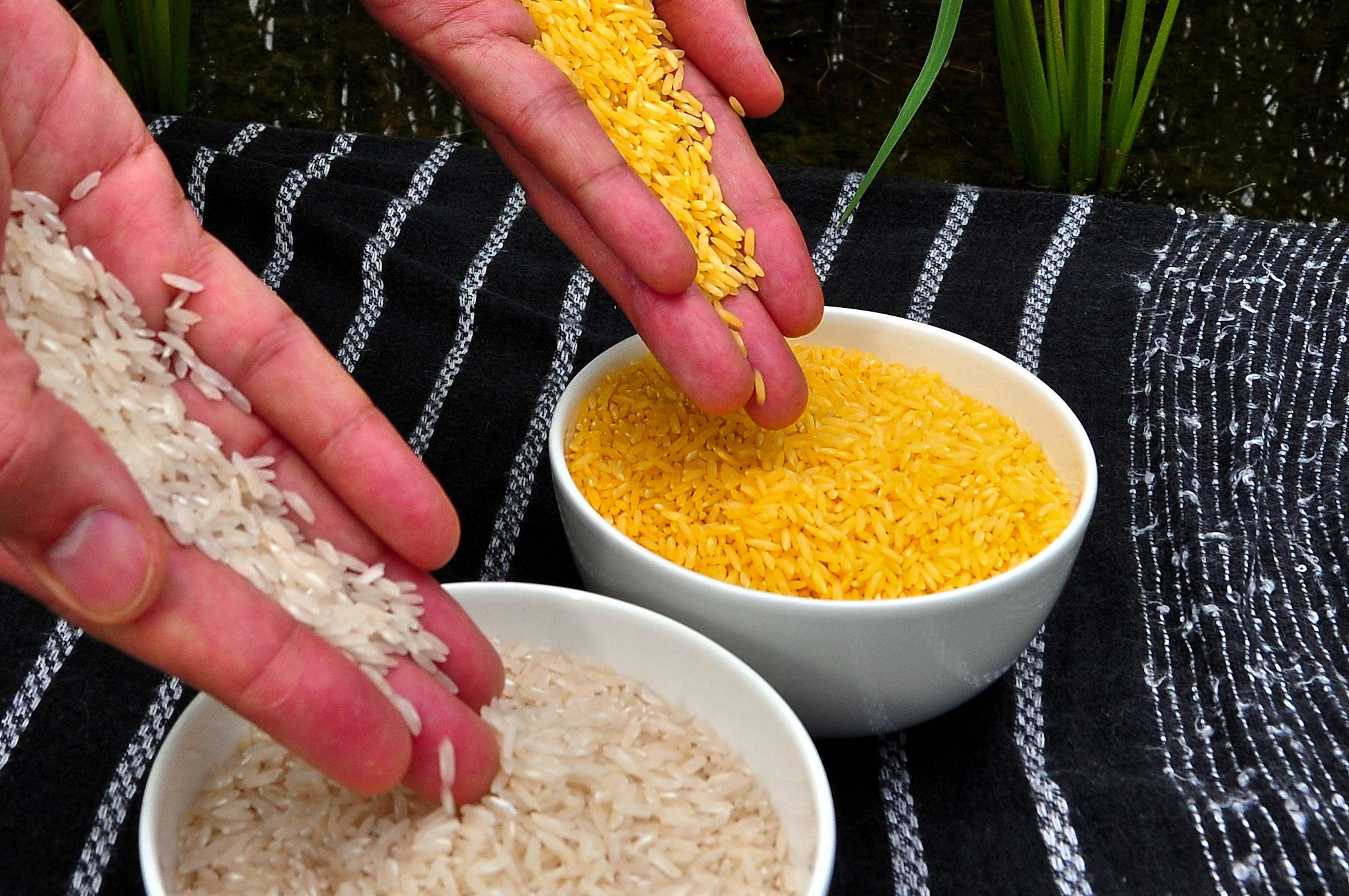
黄金大米（右）与普通大米（左）的比较

黄金大米是一种转基因稻米品种，由美国先正达種子公司參與研发。通过基因工程使得稻米的食用部分胚乳含有维生素A的前体——β-胡萝卜素，β-胡萝卜素在人体内会转化成维生素A，可以缓解人体维生素A缺乏。胡萝卜素使大米呈现金黄色，因而得名“黄金大米”。此项研究的目的在于改善许多贫困地区人群维生素A缺乏的状况。据统计，维生素A缺乏每年导致67万名五岁以下儿童死亡。
黄金大米由瑞士苏黎世联邦理工学院的英戈·波特里库斯与德国弗赖堡大学的彼得·拜尔经过八年时间研制成功，2000年在《科学》杂志上首次刊载了其技术细节。由于建立了完整的生物合成途径，黄金大米被大眾认为是生物技术的一项重要突破。但第一代的胡蘿蔔素含量太少，對維生素A缺乏問題毫無幫助。
實際上，在全世界原生米品系裡就有許多黃色米品種，但是與第一代黃金米一樣有胡蘿蔔素含量太少的問題，除了顏色發黃之外並無其他特殊用途。
2005年，第二代黃金米（Golden Rice 2）研制成功，与原先相比，其能够合成的β-胡萝卜素提升了23倍，至少可以補充一半的需求。
科学家、农业公司和慈善基金会联合成立了“黄金大米”人道主义委员会（Golden Rice Humanitarian Board）。最终，先正达公司捐献出了“黄金水稻”二代的发明权。在这家公司等机构的努力下，二代产品所涉的12项专利所有者，都宣布放弃其专利权，“黄金大米”将无偿提供给发展中国家或发达国家的低收入农民使用。
黄金大米至今还没有进入市场，并且对其进行的研究遭到绿色和平等环保人士或组织的反对。
黄金大米在2017年时于菲律宾进行为期两年的大面积种植检测。

## 研发
原先水稻的叶子里会产生β-胡萝卜素以进行光合作用，但不进行光合作用的地方如胚乳里不会产生β-胡萝卜素，通过转基因技术使稻米的胚乳产生β-胡萝卜素是一个重大突破。

## 用黄金大米解决维生素A缺乏症

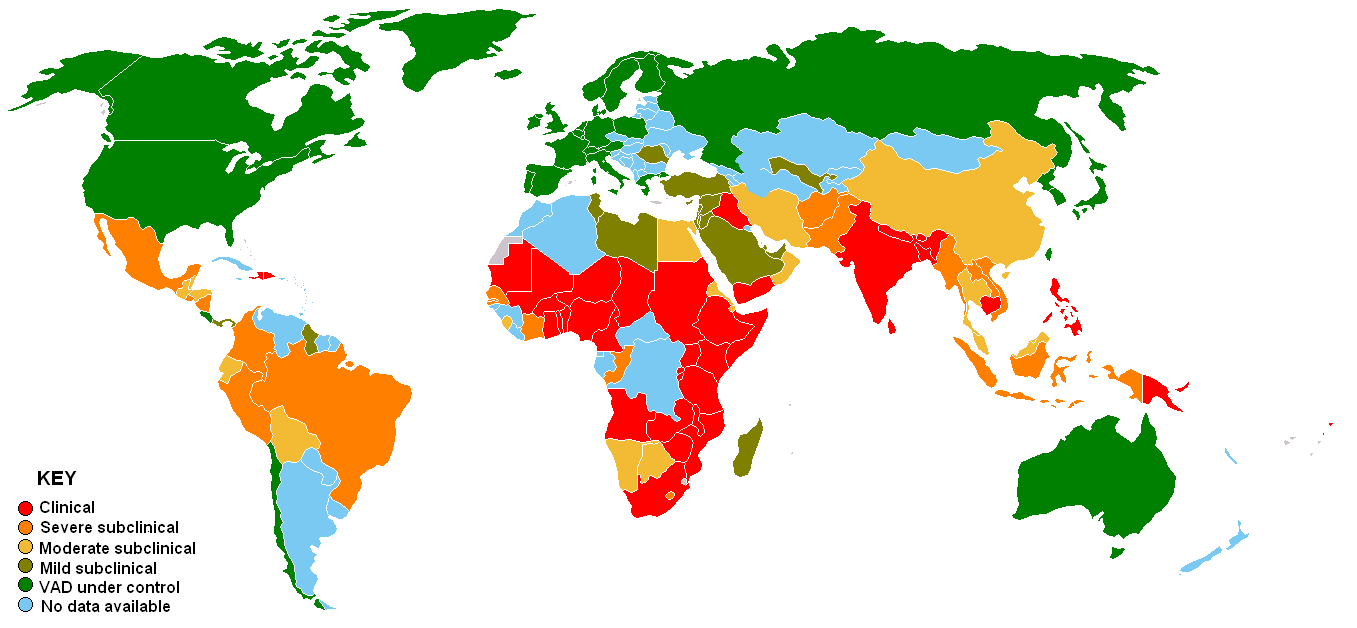
全球维生素A缺乏现状。红色表示严重缺乏，绿色表示不缺乏，蓝色表示没有数据。从图中可以看出非洲與印度最為缺乏

黄金大米有望解决世界欠发达国家维生素A缺乏现象。2005年，全球有122个国家的1.9亿儿童和1900万孕妇缺乏维生素A。缺乏维生素A导致每年有一百万至二百万人死亡，五十万例永久失明和数百万干眼症病例。一些国家通过口服维生素A药剂来缓解这一问题。但有些国家没有这种营养补充项目，许多这些国家的儿童以稻米为主食因此转基因稻米就成为一种方便链接的补充维生素A的手段，就像通过碘盐预防碘缺乏症一样。
在中国的违规实验中，与很多人理解不同，那是一个转化性实验，而不是安全性试验。此次仅是儿童转化性试验。在美国，由于食物结构不同，人群（包括儿童）一般不缺乏维生素A，而黄金大米的研发初衷就是为解决维生素A缺乏的人群（尤其是儿童）提供帮助，因此必须做目标人群的转化性实验，即有效性实验。这就是该次实验的目标所在。如果这一项目正确实施并取得成果的话，正是贫困地区的人群。尤其是儿童将获得巨大益处。但由于实验中存在违规因素，导致实验的不合理性，这就是很多人抨击用中国山区儿童做实验的原因。整个试验过程是第0天的午餐吃了60克黄金大米，然后分别在第1、3、7、14、21天抽血查胡萝卜素转化成维生素A的情况。
用金大米解决VA缺乏症，让人们多了一个选择，它也有自己的限制。比如缺水的贫困地区，金大米本身的低产量等等。

## 在中国的儿童實驗争议
2012年8月美國臨床營養學雜誌刊登論文表示，塔夫茨大学的湯光文博士与中国疾病预防控制中心营养与食品安全所研究员荫士安合作，获得美国卫生院和美国农业部资金支持的研究共选取了68名6到8岁的健康中國儿童，受试儿童全部是湖南省衡南县江口鎮小学的学生。金大米的官网没有提供任何安全实验的连接，多为理论描述。这次实验的目的在于研究黄金大米中的胡萝卜素在儿童体内的转化率。研究者令其中25名儿童在21天的时间里每日午餐进食60克黄金大米，并对其体内维生素A含量进行检测，雜誌刊載得出的结论是黄金大米与维生素A胶囊效果相当。但参与实验的儿童及其家长并未被明确告知食用的大米为转基因大米，因此实验的过程违反學術倫理。
此事被披露後引發軒然大波。湖南省疾病预防控制中心称：课题实施中没有使用转基因大米及任何转基因食品，所有原材料全部在当地采购，课题完成后，所有现场资料已上交课题负责方（中国疾控中心营养与食品安全所）。然而中央電視台的調查發現，該實驗中充滿諸多灰色地帶的軟性詐欺技巧，例如在官方審批程序中有研究員採用夾帶蓋章的方式取得官方蓋印，文件日期也經過竄改。致實驗學童家長同意書中語辭經過刻意編撰使用「營養餐」一詞而未見任何基因改造字樣，衡南縣當地学生的父母也多半教育水準不高。實驗用的一公斤多基改黄金大米也是由湯光文博士未經申報由北京機場隨身行李中夾帶走私入境。美国先正达種子公司則表示對此事沒有涉及，毫不知情。
2013年9月18日，塔夫茨大学发表声明称，该校已完成针对2008年在中国进行的“黄金大米”试验的研究调查。调查结果表明，虽然研究数据通过验证且并未发现健康及安全隐患，但是研究本身并未在完全遵循塔夫茨伦理审查委员会规定和联邦条例的情况下进行。“对此事件造成的违反既定协议和标准的行为表示歉意”。主持研究的该校研究人员汤光文受到处分。

## 現況
菲律賓長期以來受維生素A缺乏症之苦，並造成許多兒童的失明、免疫力低落甚至死亡。不過，2019年12月31日，菲律賓農業部宣布首批基因改造的GR2E黃金米的生物安全性許可(biosafety permit)，可供國民直接食用，或是飼料、加工品用途(food, feeding and processing, FFP)。推動黃金米批准之第3372號眾議院法案(House Bill 3372)的國會議員Sharon Garin表示，這是科學、農業和菲律賓全體國民的勝利，生物科技將會帶來更高的農產量和更好的產品，並為農民帶來更好的收入。黃金米人道主義董事會執行秘書Adrian Dubock表示，他們非常支持菲律賓農業部的生物安全性許可，並宣稱此舉可拯救近三分之一因維生素A缺乏而死亡的兒童。下一步，菲律賓稻米研究所及國際稻米研究所(IRRI)，將會盡快採取口味測試，以爭取農民商化種植特定品種許可。不過，此舉也受到環保團體綠色和平組織(Greenpeace)的抗議。他們認為此項批准是基於不完整且不透明的數據，且許可過程中缺少充分的大眾參與。根據世界衛生組織資料顯示，在菲律賓，許多五歲以下的兒童雖然已經獲得維生素A補充品，卻仍然面臨嚴重的維生素A缺乏，導致免疫系統低落以及視力劣化。經過基因改造的黃金米，能夠產生β-胡蘿蔔素，在人體轉化成維生素A。由於稻米是菲律賓的主食，倘若兒童能夠以黃金米取代日常飲食，應當能夠長遠的改善維生素A缺乏症問題。目前，基改黃金米已經在澳洲、加拿大、紐西蘭和美國獲批食用，另一個同樣有維生素A缺乏症危機的國家──孟加拉，也正在進行試驗。